# Combat Hapkido
La Combat Hapkido è un'arte marziale coreana, che deriva esplicitamente dalla più conosciuta e diffusa Hapkido; essa, infatti, più che una nuova arte marziale è un nuovo modo di interpretare L'Hapkido.

## Diffusione
Questo nuovo stile viene da molti annoverato come uno stile di nazionalità americana, perché il paese dove l'hapkido si è diffuso maggiormente sono gli Stati Uniti d'America, grazie anche alla presenza di una forte e ben organizzata minoranza coreana.
Proprio in tale paese la pratica dell'hapkido ha trovato nuovi impulsi tecnici e metodologici, data la realtà americana con la sua sensibilità verso le problematiche della difesa personale, a causa dei diffusi episodi di violenza da strada. Tali impulsi trovano piena applicazione nell'opera del maestro John Pellegrini, con la creazione del Combat Hapkido, e con la nascita dell'International Combat Hapkido Federation, fondata nel 1992, organizzazione della quale G. M. Pellegrini è il Presidente.
Il maestro Pellegrini, IX dan Kido, uno dei pochissimi occidentali a poter vantare una simile qualifica, ha sottoposto l'intero bagaglio dell'hapkido ad un esame approfondito, alla luce della necessità di una moderna ed efficace difesa personale senza ignorare l'apporto delle tecniche tradizionali, riuscendo anzi ad ottenere il riconoscimento del Combat Hapkido da parte della Korea Kido Association e della World Kido Federation.

## Tecniche
Lo scopo principale del Combat Hapkido è dunque "pura difesa personale", e ciò esclude ogni tentazione sportiva ed agonistica. Il fine di ogni tecnica è di avere il massimo controllo ed infliggere il massimo danno all'aggressore con il minimo dispendio di energia in ogni situazione possibile.
In sostanza il lavoro della Combat Hapkido ha alle spalle una ricerca scientifica che studia le più probabili tecniche, posizioni e atteggiamenti utili per la propria difesa personale puntando su leve articolari, difesa DA armi (quali coltello, bastone e contro la sempre più frequente "bottigliata in testa da bar"), difesa CON armi (quali coltello, bastone, nunchaku ecc..), proiezioni, calci, punti di pressione, pugni, gomitate e ginocchiate e studiando le più naturali reazioni di chi subisce e di chi effettua una tecnica cercando di insegnare all'allievo come muoversi di conseguenza.
Naturalmente quando si parla di difesa personale si sottintende una situazione di pericolo "in strada", ciò vuol dire che molte delle reazioni fisiche e mentali dell'aggressore e della vittima sono imprevedibili, perciò oltre che di una preparazione fisica e tecnica un allievo di Combat Hapkido necessita, per poter mettere in pratica le tecniche apprese (in una situazione di pericolo "da strada" ovviamente), una grande preparazione mentale e psicologica.
Nonostante l'ingente numero di tecniche che formano la Combat Hapkido, questa arte marziale ha trovato la sua effettiva forma grazie alla eliminazione di molte tecniche e di altrettanti movimenti classici dell'Hapkido tradizionale, considerati dal maestro Pellegrini "inutili" in una situazione di pericolo reale.